# Tonatia
Tonatia är ett släkte av fladdermöss som ingår i familjen bladnäsor.
På grund av den ändrade taxonomin saknas avhandlingar som är begränsad till de två arter som finns kvar i släktet. De verkliga värdena kan avvika lite då Walker’s Mammal of the World syftade på ett släkte med sju arter.

## Utseende
Individerna når en kroppslängd av 4,2 till 8,2 cm och en vikt mellan 9 och 35 gram. Svansen är med 1,2 till 2,1 cm längd rätt kort och underarmarna som bestämmer djurets vingspann är 3,2 till 6,0 cm långa. Pälsen har på ryggen en orangebrun till mörkbrun färg och buken är något ljusare. Påfallande är de stora avrundade öronen som är minst lika långa som övriga huvudet.

## Utbredning och ekologi
Tonatia förekommer i Central- och Sydamerika från södra Mexiko till Paraguay, södra Brasilien och norra Argentina. De hittas vanligen i fuktiga skogar där de vilar i trädens håligheter. Vid viloplatsen förekommer de ensam eller i små flockar.
Individerna äter frukter och insekter. Honor av Tonatia saurophila har allmänt två ungar per kull.

## Taxonomi
Kladogram enligt Wilson & Reeder (2005) och IUCN:
| Tonatia | \| \| Tonatia bidens \| \| \| \| \| \| Tonatia saurophila \| \| \| \| |
|         | \| \| Tonatia bidens \| \| \| \| \| \| Tonatia saurophila \| \| \| \| |
|         | Tonatia bidens                                                        |
|         |                                                                       |
|         | Tonatia saurophila                                                    |
|         |                                                                       |

Catalogue of Life och Nowak (1999) listar ytterligare 5 arter i släktet. De flyttades till släktet Lophostoma eller till andra släkten.

## Status
IUCN listar Tonatia bidens med kunskapsbrist (DD) och Tonatia saurophila som livskraftig (LC).